# Phytomyza majalis
Phytomyza majalis är en tvåvingeart som beskrevs av Zlobin 1994. Phytomyza majalis ingår i släktet Phytomyza och familjen minerarflugor. Inga underarter finns listade i Catalogue of Life.